# Società Sportiva Savoia 2003-2004
Questa voce raccoglie le informazioni riguardanti il Savoia nelle competizioni ufficiali della stagione 2003-2004.

## Stagione
La stagione 2003-2004 fu l'82ª stagione sportiva del Savoia.
Serie D 2003-2004: 4º posto

## Divise e sponsor
| Casa |

## Organigramma societario
Area direttiva
- Presidente:  Nazario Matachione
- Presidente onorario:  Vittorio Emanuele di Savoia

Area organizzativa
- Segretario generale:

Area tecnica
- Direttore Sportivo:
- Allenatore:  Mario Pietropinto poi  Andrea Chiappini

## Rosa
| N. |                   | Ruolo | Calciatore              |
| -- | ----------------- | ----- | ----------------------- |
|    | Italia (bandiera) | P     | Salvatore D'Urso        |
|    | Italia (bandiera) | P     | Pasquale Sicignano      |
|    | Italia (bandiera) | P     | Marco Vitiello          |
|    | Italia (bandiera) | D     | Giovanni Bagnara        |
|    | Italia (bandiera) | D     | Vincenzo Cutolo         |
|    | Italia (bandiera) | D     | Carlo Baylon            |
|    | Italia (bandiera) | D     | Eugenio Balestrino      |
|    | Italia (bandiera) | D     | Simone Delfino          |
|    | Italia (bandiera) | D     | Roberto Di Francia      |
|    | Italia (bandiera) | D     | Ciro Ferrara (capitano) |
|    | Italia (bandiera) | D     | Domenico Galeano        |
|    | Italia (bandiera) | D     | Giuseppe Procida        |
|    | Italia (bandiera) | D     | Gennaro Tessitore       |
|    | Italia (bandiera) | D     | Antonio Tortorella      |
|    | Italia (bandiera) | C     | Donato Amato            |
|    | Italia (bandiera) | C     | Antonio Cerrato         |

| N. |                   | Ruolo | Calciatore         |
| -- | ----------------- | ----- | ------------------ |
|    | Italia (bandiera) | C     | Ciro Ianniello     |
|    | Italia (bandiera) | C     | Vincenzo Melillo   |
|    | Italia (bandiera) | C     | Rocco Moccia       |
|    | Italia (bandiera) | C     | Alessandro Musella |
|    | Italia (bandiera) | C     | Pasquale Ottobre   |
|    | Italia (bandiera) | C     | Francesco Pinto    |
|    | Italia (bandiera) | C     | Alfonso Scarica    |
|    | Italia (bandiera) | A     | Sossio Aruta       |
|    | Italia (bandiera) | A     | Gennaro Astarita   |
|    | Italia (bandiera) | A     | David D'Acampo     |
|    | Italia (bandiera) | A     | Vincenzo Di Maio   |
|    | Italia (bandiera) | A     | Sandro Federico    |
|    | Italia (bandiera) | A     | Nunzio Majella     |
|    | Italia (bandiera) | A     | Rosario Majella    |
|    | Italia (bandiera) | A     | Carmine Oriente    |

## Calciomercato

### Sessione estiva
| Acquisti | Acquisti           | Acquisti      | Acquisti   |
| R.       | Nome               | da            | Modalità   |
| -------- | ------------------ | ------------- | ---------- |
| P        | Salvatore D'Urso   | Palmese       | definitivo |
| D        | Eugenio Balestrino | Palmese       | definitivo |
| D        | Vincenzo Cutolo    | Genoa         | definitivo |
| D        | Roberto Di Francia | Modena        | definitivo |
| D        | Ciro Ferrara       | Palmese       | definitivo |
| D        | Giuseppe Procida   | Sanciprianese | definitivo |
| C        | Donato Amato       | Melfi         | definitivo |
| C        | Antonio Cerrato    | Palmese       | definitivo |
| C        | Vincenzo Melillo   | Vibonese      | definitivo |
| C        | Pasquale Ottobre   | svincolato    | definitivo |
| C        | Francesco Pinto    | Foggia        | definitivo |
| A        | Sossio Aruta       | Frosinone     | definitivo |
| A        | Gennaro Astarita   | Melfi         | definitivo |
| A        | Nunzio Majella     | Sampdoria     | definitivo |
| A        | Rosario Majella    | Varese        | definitivo |

| Cessioni | Cessioni        | Cessioni      | Cessioni   |
| R.       | Nome            | a             | Modalità   |
| -------- | --------------- | ------------- | ---------- |
| D        | Simone Delfino  | Casertana     | definitivo |
| D        | Mario Giusti    | Isola Liri    | definitivo |
| D        | Marco Mazziotti | Sapri         | definitivo |
| D        | Antonio Rogazzo | Vigor Lamezia | definitivo |

### Sessione invernale
| Acquisti | Acquisti | Acquisti | Acquisti |
| R.       | Nome     | da       | Modalità |
| -------- | -------- | -------- | -------- |

| Cessioni | Cessioni           | Cessioni  | Cessioni   |
| R.       | Nome               | a         | Modalità   |
| -------- | ------------------ | --------- | ---------- |
| D        | Eugenio Balestrino | Potenza   | definitivo |
| D        | Simone Delfino     | Casertana | definitivo |
| A        | Sandro Federico    |           | svincolato |

## Risultati

### Serie D

#### Girone di andata
| Arbitro: | Palazzino |

|             |           |  |
| Palumbo 35’ | Marcatori |  |

| Arbitro: | Spadaccini (Vasto) |

|             |           |                |
| Ottobre 35’ | Marcatori | 4’, 37’ Alfano |

| Arbitro: | Calvarese (Teramo) |

|                    |           |  |
| Sibilli 82’ (rig.) | Marcatori |  |

| Arbitro: | Elice (Castelfranco Veneto) |

|             |           |  |
| Majella 35’ | Marcatori |  |

| Pozzuoli 5 ottobre 2003, ore CEST 5ª giornata | Puteolana               | 0 – 0 referto | Savoia | Stadio Domenico Conte (800 spett.)\| Arbitro: \| Damiani (Ascoli Piceno) \| |
| Arbitro:                                      | Damiani (Ascoli Piceno) |               |        |                                                                             |

| Arbitro: | Longo (Paola) |

|                                                    |           |                                     |
| Melillo 22’ Majella R. 27’ Di Maio 43’ Cerrato 57’ | Marcatori | 42’ (rig.), 90’ Galizia 78’ Corsale |

| Arbitro: | Perna (Latina) |

|               |           |             |
| Zotti 4’, 33’ | Marcatori | 12’ Di Maio |

| Arbitro: | Carcione (Cassino) |

|                                   |           |            |
| Ottobre 74’ Majella R. 86’ (rig.) | Marcatori | 70’ Pecora |

| Arbitro: | Gianluigi Corlianò (Brindisi) |

|                                             |           |                |
| Campo 22’ (rig.), 58’ (rig.) Bellacicco 76’ | Marcatori | 35’ Majella R. |

| Arbitro: | Dinelli (Lucca) |

|                                   |           |                               |
| Galeano 15’, 62’ Melillo 30’, 57’ | Marcatori | 75’ Vitaglione 90+1’ Theodoro |

| Arbitro: | Luca De Simone (Genova) |

|                             |           |  |
| Melillo 6’ Majella R. 45+2’ | Marcatori |  |

| Arbitro: | Mascherano (Latina) |

|  |           |                               |
|  | Marcatori | 60’ Majella N. 73’ Majella R. |

| Arbitro: | Belcastro (Taurianova) |

|                              |           |  |
| Majella N. 54’ Melillo 90+2’ | Marcatori |  |

| Arbitro: | Alessandro Ruini (Reggio Emilia) |

|  |           |             |
|  | Marcatori | 61’ Cerrato |

| Torre Annunziata 14 dicembre 2003, ore CET 15ª giornata | Savoia                                | 0 – 0 referto | Casertana | Stadio Alfredo Giraud (3 000 spett.)\| Arbitro: \| Andrea Corletto (Castelfranco Veneto) \| |
| Arbitro:                                                | Andrea Corletto (Castelfranco Veneto) |               |           |                                                                                             |

| Arbitro: | Imparati (Foggia) |

|  |           |                                        |
|  | Marcatori | 41’ Ottobre 51’ Majella R. 87’ Cerrato |

| Arbitro: | Salvatore Garofalo (Siracusa) |

|                       |           |  |
| Di Maio 75’ Aruta 82’ | Marcatori |  |

#### Girone di ritorno
| Arbitro: | Sebastiano Peruzzo (Schio) |

|               |           |           |
| Bagnara 90+5’ | Marcatori | 26’ Manco |

| Arbitro: | Domenico De Falco (Isernia) |

|  |           |                |
|  | Marcatori | 52’ Majella N. |

| Arbitro: | Alberto Zega (Fermo) |

|                  |           |             |
| Aruta 15’ (rig.) | Marcatori | 8’ Ingenito |

| Arbitro: | Santino Morabito (Messina) |

|             |           |                                    |
| Anselmi 51’ | Marcatori | 44’ Majella N. 79’, 90’ Majella R. |

| Arbitro: | Mario Vivenzi (Brescia) |

|                                   |           |                         |
| Ottobre 33’ Cerrato 36’ Aruta 87’ | Marcatori | 4’ Mazzeo 68’ Di Bonito |

| Arbitro: | Alessandro Petroselli (Viterbo) |

|  |           |                |
|  | Marcatori | 83’ Majella N. |

| Arbitro: | Pecorelli (Arezzo) |

|                      |           |                       |
| Baylon 45’ Aruta 49’ | Marcatori | 14’ Garofalo 82’ Nolé |

| Battipaglia 29 febbraio 2004, ore CET 25ª giornata | Battipagliese            | 0 – 0 referto | Savoia | Stadio Luigi Pastena (400 spett.)\| Arbitro: \| Vincenzo Ballo (Trapani) \| |
| Arbitro:                                           | Vincenzo Ballo (Trapani) |               |        |                                                                             |

| Arbitro: | Bagalini (Fermo) |

|                                     |           |  |
| Aruta 3’, 28’ Pellegrino 33’ (aut.) | Marcatori |  |

| Arbitro: | Mauro Manca (Carbonia) |

|              |           |             |
| Theodoro 26’ | Marcatori | 87’ Di Maio |

| Arbitro: | Angelo Martino Giancola (Vasto) |

|               |           |  |
| Incoronato 5’ | Marcatori |  |

| Arbitro: | Antico (Palermo) |

|                                                  |           |             |
| Aruta 45’ (rig.) Majella r. 53’, 59’ Melillo 78’ | Marcatori | 35’ Petilli |

| Arbitro: | Marco Viti (Campobasso) |

|                              |           |                  |
| Maraucci 62’ Teta 86’ (rig.) | Marcatori | 36’ (rig.) Aruta |

| Arbitro: | Verri (Lecce) |

|                |           |                           |
| Majella N. 44’ | Marcatori | 11’ Varriale 33’ Giordano |

| Arbitro: | Tozzi (Ostia Lido) |

|                                  |           |                |
| Merlin 7’ Barone 20’ Chietti 84’ | Marcatori | 40’ Majella N. |

| Arbitro: | Arcangelo Belcastro (Taurianova) |

|                                     |           |  |
| Majella N. 63’ Baylon 72’ Aruta 79’ | Marcatori |  |

| Arbitro: | Di Francesco (Teramo) |

|                |           |  |
| Carotenuto 23’ | Marcatori |  |

#### Play off
| Arbitro: | Vincenzo Manna (Isernia) |

|                |           |  |
| Majella N. 35’ | Marcatori |  |

| Arbitro: | Vincenzo Ballo (Trapani) |

|                                          |           |           |
| Sannazzaro 46’ Suarez 47’ Piemonte 90+4’ | Marcatori | 39’ Aruta |

| Arbitro: | Gennaro Palazzino (Ciampino) |

|                       |           |  |
| Ottobre 45’ Aruta 83’ | Marcatori |  |

| Arbitro: | Riccardo Pinzani (Empoli) |

|                                           |           |             |
| Zotti 6’ (rig.) Brigante 79’ Garofalo 87’ | Marcatori | 28’ Melillo |

### Coppa Italia

#### Primo turno
| Torre Annunziata 24 agosto 2003, ore CEST Andata             | Savoia    | 2 – 0 referto | Pomigliano | Stadio Alfredo Giraud |
| \| \| \| \| \| Majella R. 30’ Ottobre 87’ \| Marcatori \| \| |           |               |            |                       |
|                                                              |           |               |            |                       |
| Majella R. 30’ Ottobre 87’                                   | Marcatori |               |            |                       |

| Pomigliano d'Arco 31 agosto 2003, ore CEST Ritorno | Pomigliano                   | 0 – 0 referto | Savoia | Stadio Ugo Gobbato (1 500 spett.)\| Arbitro: \| Ferrajoli (Nocera Inferiore) \| |
| Arbitro:                                           | Ferrajoli (Nocera Inferiore) |               |        |                                                                                 |

#### Secondo turno
| Pagani 1º ottobre 2003, ore CEST 1ª giornata                           | Paganese  | 1 – 2 referto         | Savoia | Stadio Marcello Torre |
| \| \| \| \| \| Castellano 45’ \| Marcatori \| 11’ Di Maio 44’ Pinto \| |           |                       |        |                       |
|                                                                        |           |                       |        |                       |
| Castellano 45’                                                         | Marcatori | 11’ Di Maio 44’ Pinto |        |                       |

| Torre Annunziata 29 ottobre 2003, ore CEST 2ª giornata | Savoia                | 0 – 0 referto | Sapri | Stadio Alfredo Giraud (1 000 spett.)\| Arbitro: \| Di Giovanni (Isernia) \| |
| Arbitro:                                               | Di Giovanni (Isernia) |               |       |                                                                             |

## Statistiche
Statistiche aggiornate al 13 giugno 2004.

### Statistiche di squadra
| Competizione         | Punti | In casa | In casa | In casa | In casa | In casa | In casa | In trasferta | In trasferta | In trasferta | In trasferta | In trasferta | In trasferta | Totale | Totale | Totale | Totale | Totale | Totale | D.R. |
| Competizione         | Punti | G       | V       | N       | P       | Gf      | Gs      | G            | V            | N            | P            | Gf           | Gs           | G      | V      | N      | P      | Gf     | Gs     | D.R. |
| -------------------- | ----- | ------- | ------- | ------- | ------- | ------- | ------- | ------------ | ------------ | ------------ | ------------ | ------------ | ------------ | ------ | ------ | ------ | ------ | ------ | ------ | ---- |
| Serie D              | 58    | 17      | 11      | 4       | 2       | 36      | 17      | 17           | 6            | 3            | 8            | 16           | 16           | 34     | 17     | 7      | 10     | 52     | 33     | +19  |
| Coppa Italia Serie D | 3     | 2       | 1       | 1       | 0       | 2       | 0       | 2            | 1            | 1            | 0            | 2            | 1            | 4      | 2      | 2      | 0      | 4      | 1      | +3   |
| Totale               | 61    | 19      | 12      | 5       | 2       | 38      | 17      | 19           | 7            | 4            | 8            | 18           | 17           | 36     | 19     | 9      | 10     | 56     | 34     | +22  |

### Andamento in campionato
| Giornata  | 1 | 2 | 3 | 4 | 5 | 6 | 7 | 8 | 9 | 10 | 11 | 12 | 13 | 14 | 15 | 16 | 17 | 18 | 19 | 20 | 21 | 22 | 23 | 24 | 25 | 26 | 27 | 28 | 29 | 30 | 31 | 32 | 33 | 34 |
| --------- | - | - | - | - | - | - | - | - | - | -- | -- | -- | -- | -- | -- | -- | -- | -- | -- | -- | -- | -- | -- | -- | -- | -- | -- | -- | -- | -- | -- | -- | -- | -- |
| Luogo     | T | C | T | C | T | C | T | C | T | C  | C  | T  | C  | T  | C  | T  | C  | C  | T  | C  | T  | C  | T  | C  | T  | C  | T  | T  | C  | T  | C  | T  | C  | T  |
| Risultato | P | P | P | V | N | V | P | V | P | V  | V  | V  | V  | V  | N  | V  | V  | N  | V  | N  | V  | V  | V  | N  | N  | V  | N  | P  | V  | P  | P  | P  | V  | P  |
| Posizione |   |   |   |   |   |   |   |   |   |    |    |    |    |    |    |    |    |    |    |    |    |    |    |    |    |    |    |    |    |    |    |    |    | 4  |

### Statistiche dei giocatori
Sono in corsivo i calciatori che hanno lasciato la società a stagione in corso.
| Giocatore     | Serie D  | Serie D | Serie D     | Serie D    | Coppa Italia Serie D | Coppa Italia Serie D | Coppa Italia Serie D | Coppa Italia Serie D | Totale   | Totale | Totale      | Totale     |
| Giocatore     | Presenze | Reti    | Ammonizioni | Espulsioni | Presenze             | Reti                 | Ammonizioni          | Espulsioni           | Presenze | Reti   | Ammonizioni | Espulsioni |
| ------------- | -------- | ------- | ----------- | ---------- | -------------------- | -------------------- | -------------------- | -------------------- | -------- | ------ | ----------- | ---------- |
| D. Amato      | 7        | 0       | 1           | 0          | ?                    | ?                    | ?                    | ?                    | 7+       | 0+     | 1+          | 0+         |
| S. Aruta      | 16+4     | 9+2     | 6+2         | 0+1        | ?                    | ?                    | ?                    | ?                    | 20+      | 11+    | 8+          | 1+         |
| G. Astarita   | 7        | 0       | 2           | 0          | 1                    | ?                    | ?                    | ?                    | 8        | 0+     | 2+          | 0+         |
| G. Bagnara    | 21+3     | 1       | 7+2         | 1          | 1+                   | 0                    | ?                    | ?                    | 25+      | 1      | 9+          | 1+         |
| E. Balestrino | 8        | 0       | 1           | 0          | 1+                   | 0                    | ?                    | ?                    | 9+       | 0      | 1+          | 0+         |
| C. Baylon     | 21+4     | 2       | 4+1         | 0          | ?                    | ?                    | ?                    | ?                    | 25+      | 2+     | 5+          | 0+         |
| A. Cerrato    | 28+3     | 4       | 4+2         | 0+1        | 3                    | 0                    | 1+                   | 1+                   | 34       | 4      | 7+          | 2+         |
| V. Cutolo     | 12+4     | 0       | 1+2         | 0          | 1+                   | 0                    | ?                    | ?                    | 17+      | 0      | 3+          | 0+         |
| D. D'Acampo   | 6        | 0       | 0           | 0          | ?                    | ?                    | ?                    | ?                    | 6+       | 0+     | 0+          | 0+         |
| S. D'Urso     | 24+4     | -20+-6  | 0           | 0          | ?                    | ?                    | ?                    | ?                    | 28+      | -26+   | 0+          | 0+         |
| S. Delfino    | 2        | 0       | 2           | 1          | 1+                   | 0                    | ?                    | ?                    | 3+       | 0      | 2+          | 1+         |
| R. Di Francia | 19+4     | 0       | 1           | 0          | 1+                   | ?                    | ?                    | ?                    | 24+      | 0+     | 1+          | 0+         |
| V. Di Maio    | 20+2     | 4       | 1           | 0          | 1+                   | 1                    | ?                    | ?                    | 23+      | 5      | 1+          | 0+         |
| S. Federico   | 6        | 0       | 0           | 0          | 1+                   | 0                    | ?                    | ?                    | 7+       | 0      | 0+          | 0+         |
| C. Ferrara    | 28+4     | 0       | 7+1         | 1+1        | 3                    | 0                    | 1+                   | ?                    | 35       | 0      | 9+          | 2+         |
| D. Galeano    | 7+2      | 2       | 0           | 1          | 1+                   | 0                    | ?                    | ?                    | 10+      | 2      | 0+          | 1+         |
| C. Ianniello  | 3        | 0       | 1           | 0          | 2                    | 0                    | ?                    | ?                    | 5        | 0      | 1+          | 0+         |
| N. Majella    | 27+4     | 8+1     | 1           | 0          | 1                    | 0                    | ?                    | ?                    | 32       | 9      | 1+          | 0+         |
| R. Majella    | 29+2     | 11      | 0           | 0          | 3                    | 1                    | ?                    | ?                    | 34       | 12     | 0+          | 0+         |
| V. Melillo    | 31+4     | 6+1     | 5+1         | 0          | 2+                   | 0+                   | ?                    | ?                    | 37+      | 7+     | 6+          | 0+         |
| R. Moccia     | 7        | 0       | 0           | 0          | 1+                   | 0                    | ?                    | ?                    | 8+       | 0      | 0+          | 0+         |
| A. Musella    | 2        | 0       | 0           | 0          | ?                    | ?                    | ?                    | ?                    | 2+       | 0+     | 0+          | 0+         |
| C. Oriente    | 1        | 0       | 0           | 0          | 3                    | 0                    | ?                    | ?                    | 4        | 0      | 0+          | 0+         |
| P. Ottobre    | 30+4     | 4+1     | 8+1         | 1          | 3                    | 1                    | 1+                   | ?                    | 37       | 6      | 10+         | 1+         |
| Pepe          | 0+1      | 0       | 0           | 0          | ?                    | ?                    | ?                    | ?                    | 1+       | 0+     | 0+          | 0+         |
| F. Pinto      | 4        | 0       | 0           | 0          | 2+                   | 1                    | ?                    | ?                    | 6+       | 1      | 0+          | 0+         |
| G. Procida    | 4        | 0       | 1           | 0          | 1+                   | 0                    | ?                    | ?                    | 5+       | 0      | 1+          | 0+         |
| A. Scarica    | 23       | 0       | 1           | 0          | ?                    | ?                    | ?                    | ?                    | 23+      | 0+     | 1+          | 0+         |
| P. Sicignano  | 7        | -9      | 0           | 0          | 2                    | 0                    | ?                    | ?                    | 9        | -9     | 0+          | 0+         |
| G. Tessitore  | 23+1     | 0       | 12          | 2          | 2+                   | 0+                   | ?                    | ?                    | 26+      | 0+     | 12+         | 2+         |
| A. Tortorella | 18+3     | 0       | 1+1         | 0          | ?                    | ?                    | ?                    | ?                    | 21+      | 0+     | 2+          | 0+         |
| M. Vitiello   | 2        | -3      | 1           | 0          | 2+                   | -1+                  | ?                    | ?                    | 4+       | -4+    | 1+          | 0+         |